# Đế quốc Mogul
Đế quốc Mogul (Tiếng Ba Tư: شاهان مغول  Shāhān-e Moġul; self-designation: گوركانى  - Gūrkānī), thường được các sử liệu Anh ghi là đế quốc Mughal, Pháp ghi là đế quốc Moghol và Việt Nam gọi là đế quốc Mô-gôn, là một đế quốc Hồi giáo (chịu ảnh hưởng từ nền văn hoá Ba Tư) ở Tiểu lục địa Ấn Độ đã ra đời vào năm 1526, nắm quyền kiểm soát trên phần lớn tiểu lục địa trong các thế kỷ XVII và XVIII, và cáo chung vào giữa thế kỷ XIX. Các vua nhà Mogul đều thuộc dòng dõi nhà Timur có dòng máu Đột Quyết, Mông Cổ, Rajput và Ba Tư. Khi ở đỉnh cao quyền lực, vào khoảng năm 1700, đế quốc này trị vì trên phần lớn Tiểu lục địa - trải dài từ Bangladesh ở phía đông tới Balochistan ở phía tây, Kashmir ở phía bắc tới lòng chảo Kaveri ở phía nam. Trong thời gian này, đế quốc Mogul có lãnh thổ rộng đến 4.000.000 km² với dân số khoảng 110.000.000 - 130.000.000. Sau năm 1725, đế quốc Mogul suy yếu. Các sử gia xem nguyên nhân của sự suy yếu này là:
- Chiến tranh giành quyền kế vị thường nổ ra.
- Mâu thuẫn về ruộng đất, khiến nhân dân vùng lên khởi nghĩa.
- Thực thi nhiều chính sách bất dung hòa tôn giáo.
- Sự trỗi dậy của đế quốc Sikh, đế quốc Maratha, đế quốc Durrani, cũng như sự xâm lược của thực dân Anh.

Sau thất bại cuộc binh biến Ấn Độ năm 1857, vị vua cuối cùng là Bahadur Shah II bị thực dân Anh bắt sống và đày ải.
Thời cực thịnh của đế quốc Mogul được bắt đầu khi Jalaluddin Mohammad Akbar, được biết như Akbar Đại đế, lên ngôi năm 1556 và kết thúc khi vua Aurangzeb qua đời năm 1707, mặc dù đế quốc Mogul vẫn tiếp tục tồn tại trong 150 năm sau đó. Trong giai đoạn này, đất nước được trị vì bởi triều đình trung ương liên kết với các địa phương, thi hành chính sách tự do tôn giáo. Nhiều công trình kiến trúc nổi tiếng mà ngày nay thu hút rất nhiều khách du lịch, đều được xây dựng vào giai đoạn này.
- Năm 1562: vua Babua đánh chiếm Đêli
|  |  | Xu bạc: 1 Rupee của Đế quốc Mogul đúc dưới thời Hoàng đế Shah Alam II - 1792 |